# Constantin Climescu
Constantin Climescu (n. 30 noiembrie 1844, Bacău, Moldova – d. 6 august 1926, Iași, România) a fost un matematician român, membru corespondent al Academiei Române din 1892. S-a ocupat în special de geometria analitică și istoria matematicii în România.

## Biografie
Constantin Climescu s-a născut la data de 30 noiembrie 1844, în municipiul Bacău. A studiat la Academia domnească și la Facultatea de Științe din Iași, și apoi la Școala Normală Superioară din Paris, obținând în anul 1870 licența în matematică și în științe fizice. 
După revenirea în România, a fost numit, în septembrie 1871, ca profesor la Catedra de geometrie analitică și trigonometrie sferică a Facultății de Științe din cadrul Universității „Al. I. Cuza” din Iași, până la data de 1 aprilie 1909, când s-a pensionat. A îndeplinit funcția de decan al facultății de Științe, apoi pe cea de rector al Universității din Iași în perioada 1901-1907. 
În paralel, între anii 1884-1898 a fost profesor și la Școala normală superioară din Iași, care fusese înființată în 1874 cu scopul de a pregăti cadre didactice care să profeseze în învățământul secundar și primar. În anul 1883, a fondat revista „Recreații științifice”, fiind apoi principalul susținător al revistei. De asemenea, a fost și membru în colegiul de redacție al Gazetei matematice. 
A îndeplinit funcția de primar al municipiului Iași în anul 1921. A încetat din viață la data de 6 august 1926, fiind înmormântat în Cimitirul Eternitatea din Iași.
Fratele său a fost bunicul matematicianului Alexandru Climescu.

## Activitate științifică
Este autorul unei serii de manuale foarte utilizate în epocă: Algebră (1887) pentru licee și candidați la bacalaureat, Curs de aritmetică rațională (1890) pentru licee, Geometrie elementară (1891) pentru cursul secundar, Geometrie analitică (1898) și altele. Ca o recunoaștere a meritelor sale didactice și științifice, profesorul Constantin Climescu a fost ales, pe 31 martie 1892, membru corespondent al Academiei Române.
Climescu a descoperit la Iași un manuscris grecesc de aritmetică, datând de la începutul secolului al XIX-lea și care este o traducere a Aritmeticii lui Étienne Bézout. Manuscrisul se află la Biblioteca Seminarului Matematic al Universității din Iași.
Climescu a promovat învățământul matematic în Moldova. Are un merit deosebit în ceea ce privește organizarea științei în timpul Războiului de Independență din 1877.